# Brot- und Buttergeschäft
Das Brot- und Buttergeschäft ist eine Redensart, mit der jener Geschäftsbereich eines Unternehmens bezeichnet wird, der für den wesentlichen Umsatz und die Liquidität sorgt, also das Haupt- oder Kerngeschäft. Brot und Butter stellen zentrale Grundnahrungsmittel dar, was hier auf den Unternehmensbereich übertragen wurde. Erste schriftliche Belege finden sich seit den 1980er Jahren.